# 海岸山脈
海岸山脈（かいがん-さんみゃく）は、台湾の山脈。台湾島東部を南北に縦貫する山脈で、台湾の五大山脈の一つ。北は花蓮県から南は台東県まで、その長さはおよそ150kmに及び、東西の幅は約10kmとなっている。一般的に、海岸山脈を横断する秀姑巒渓を境として南北2つに分けられる。

## 北部
海岸山脈北部は、花蓮渓の河口にある花蓮山を北端とし（地質学者は花蓮市の美崙山、花岡山も海岸山脈の名残の丘だと考えている）、賀田山、月眉山、六階鼻山、八里湾山、大奇山を経て秀姑巒渓に到達する。このうち八里湾山が北部の最高峰となるが、その高さは標高900mにも満たない。省道台11甲線光豊公路のほか米棧-水璉産業道路や奉公越嶺路などの古道が山脈を横切っている。

## 南部
瑞穂郷奇美よりも南が南部になる。南部を構成する主な山は、北から里牙津山、三間屋山、北花東山、成広澳山、新港山、都蘭山などがあり、南端で卑南渓に達する。この間、東河と富里を結ぶ東富公路、台30線玉長公路、安通越嶺路などの古道が山脈を横断している。山々の標高は1,000m前後で、おおよそ北から南に行くにつれて高くなっている。最高峰は標高1,680mの新港山。

## 地質
海岸山脈はフィリピン群島が流れ着いてできた陸地であり、地質は緑島や蘭嶼と同じく安山岩による火山岩が集まって構成されている。海岸山脈が属するフィリピン海プレートと花東縦谷から西の地域が属するユーラシアプレートとは互いに衝突していることから、花東地区は台湾で最も地震が頻発する地区となっている。

## ギャラリー

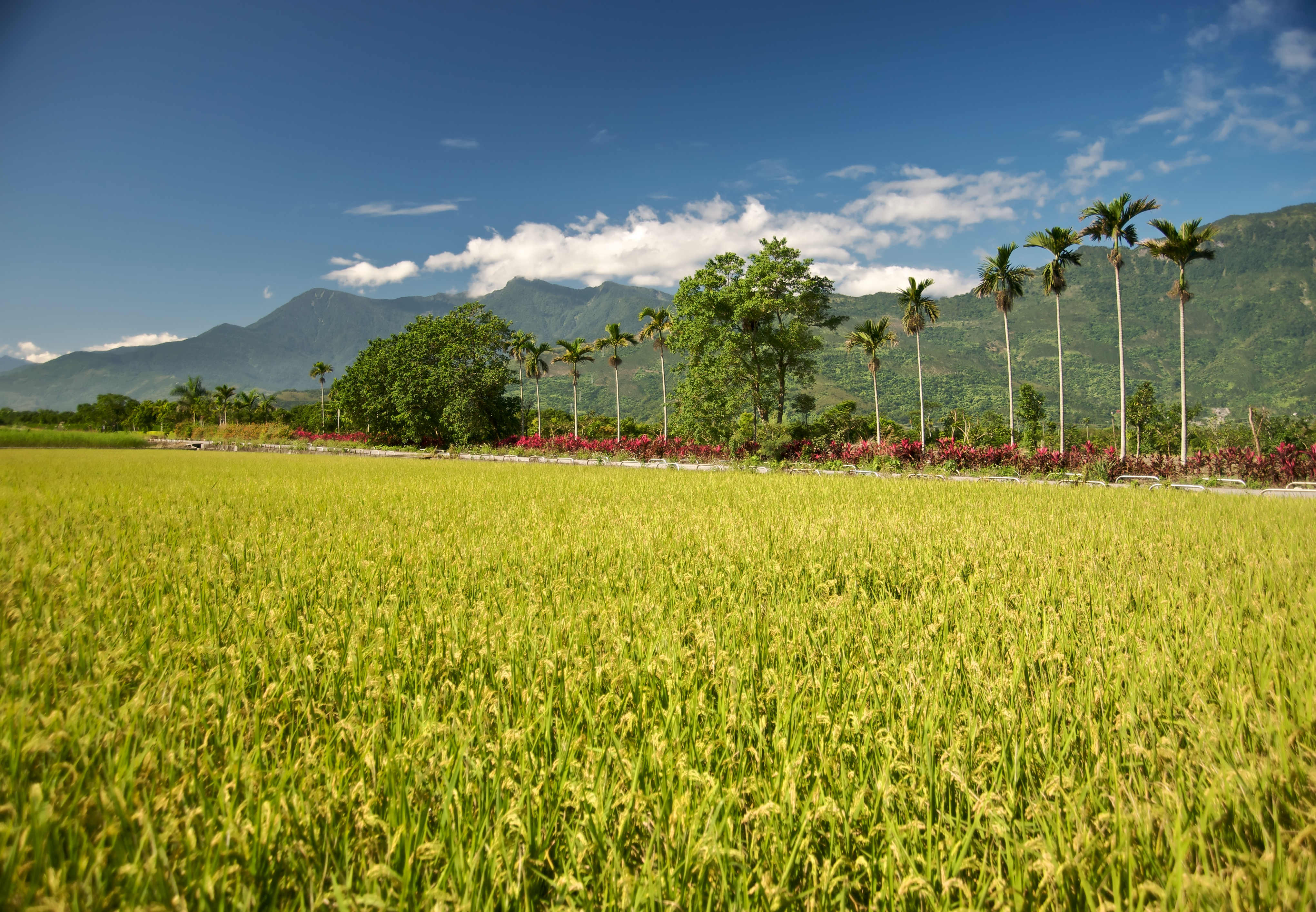
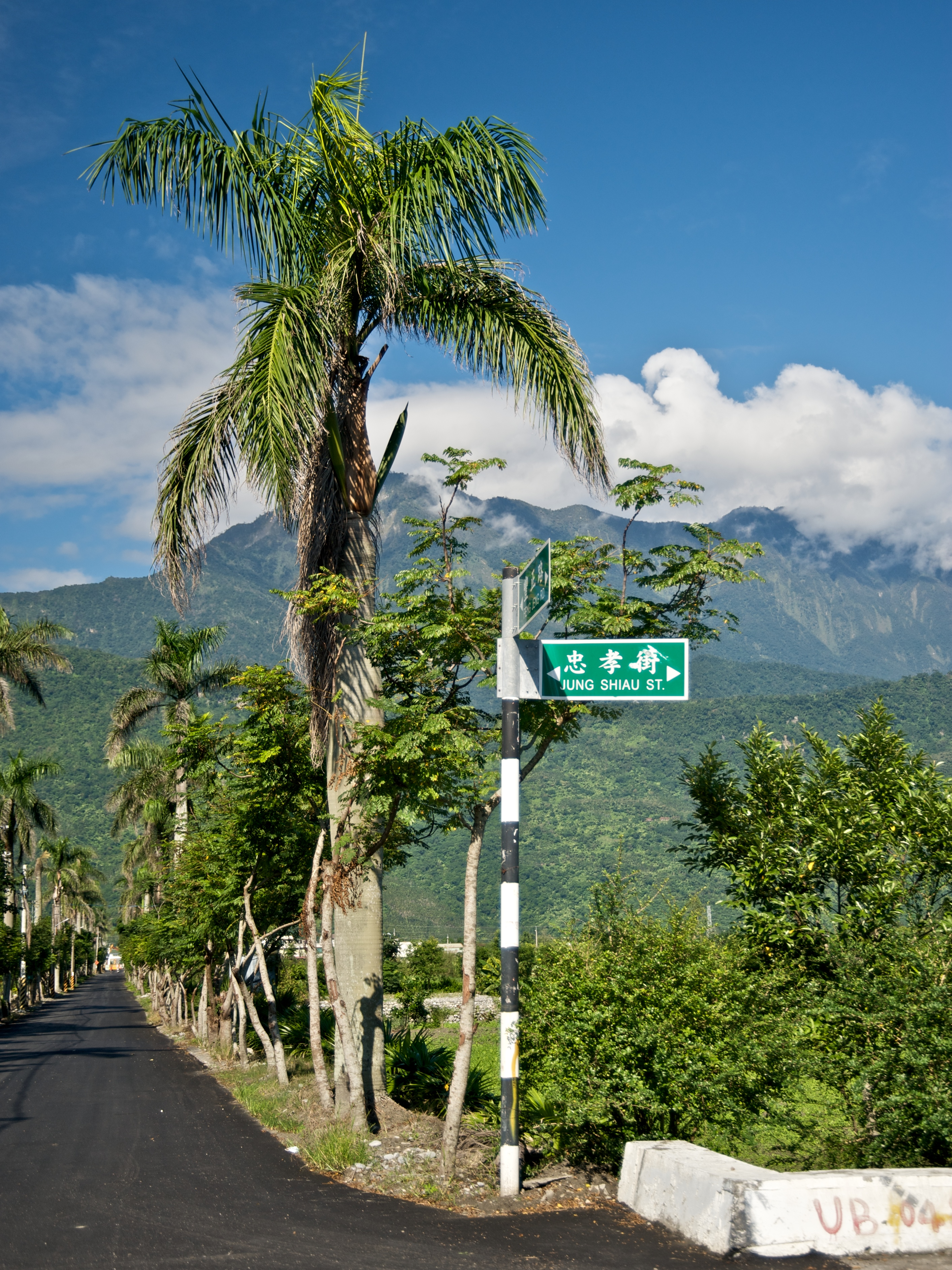
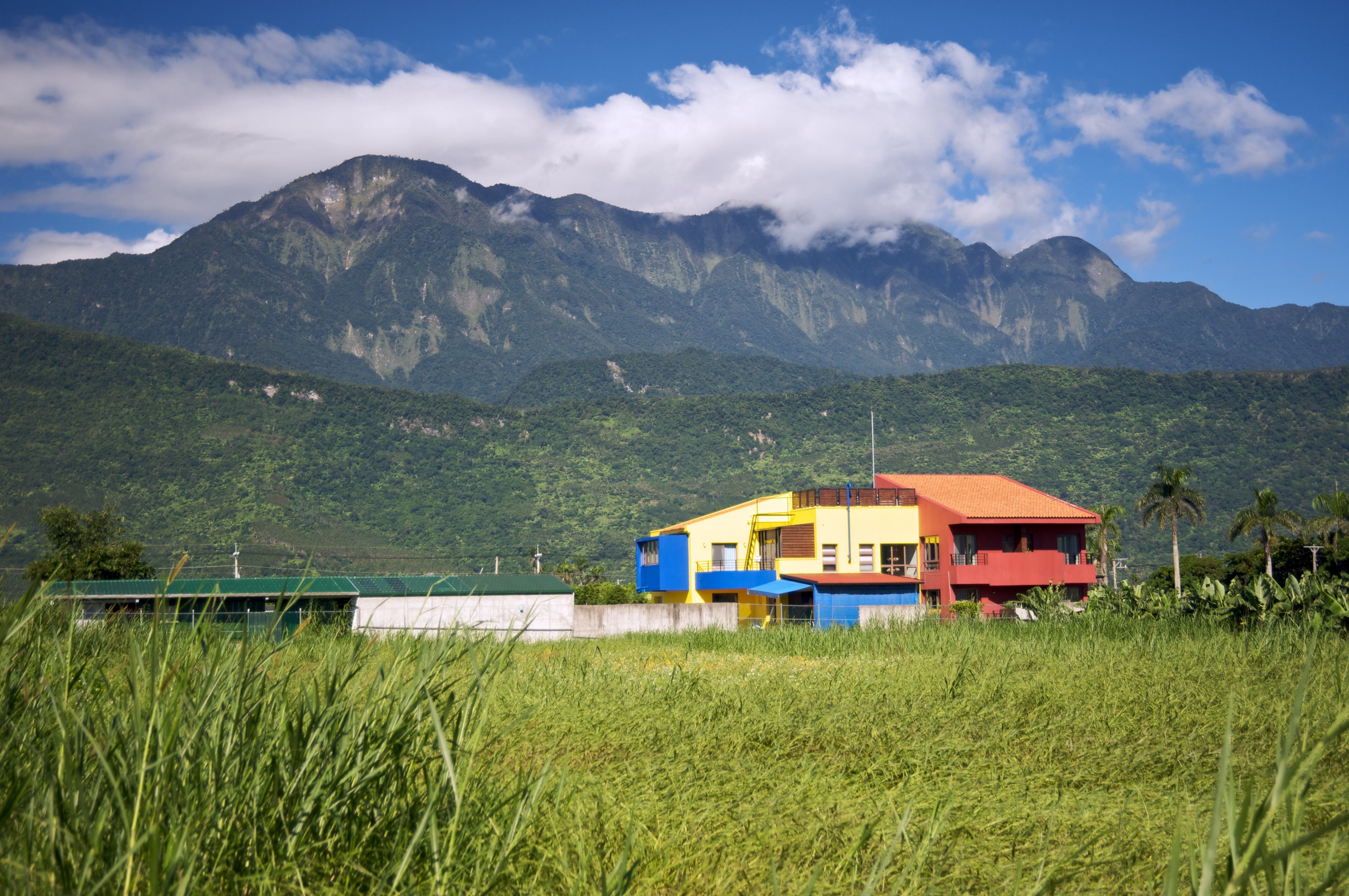
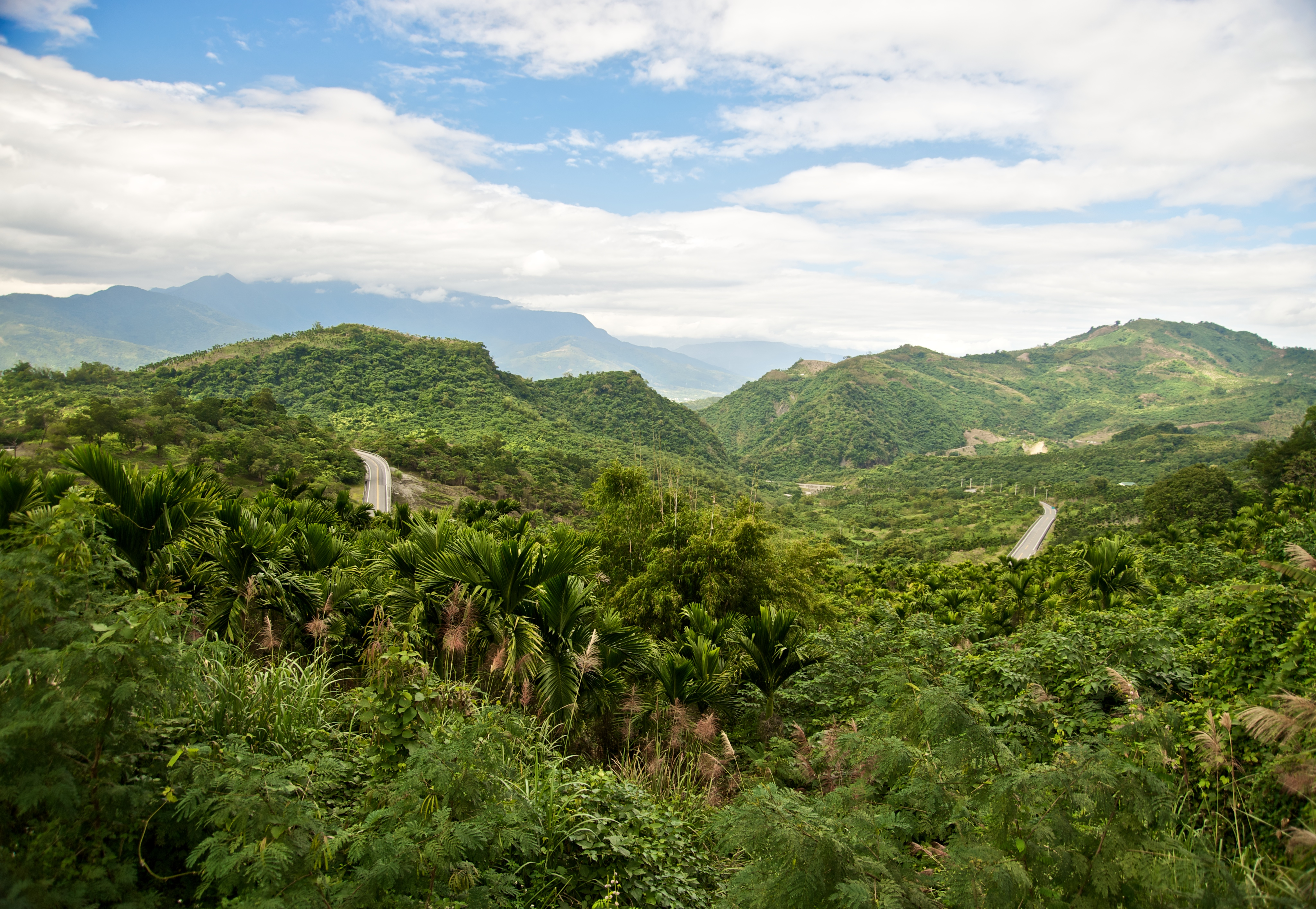
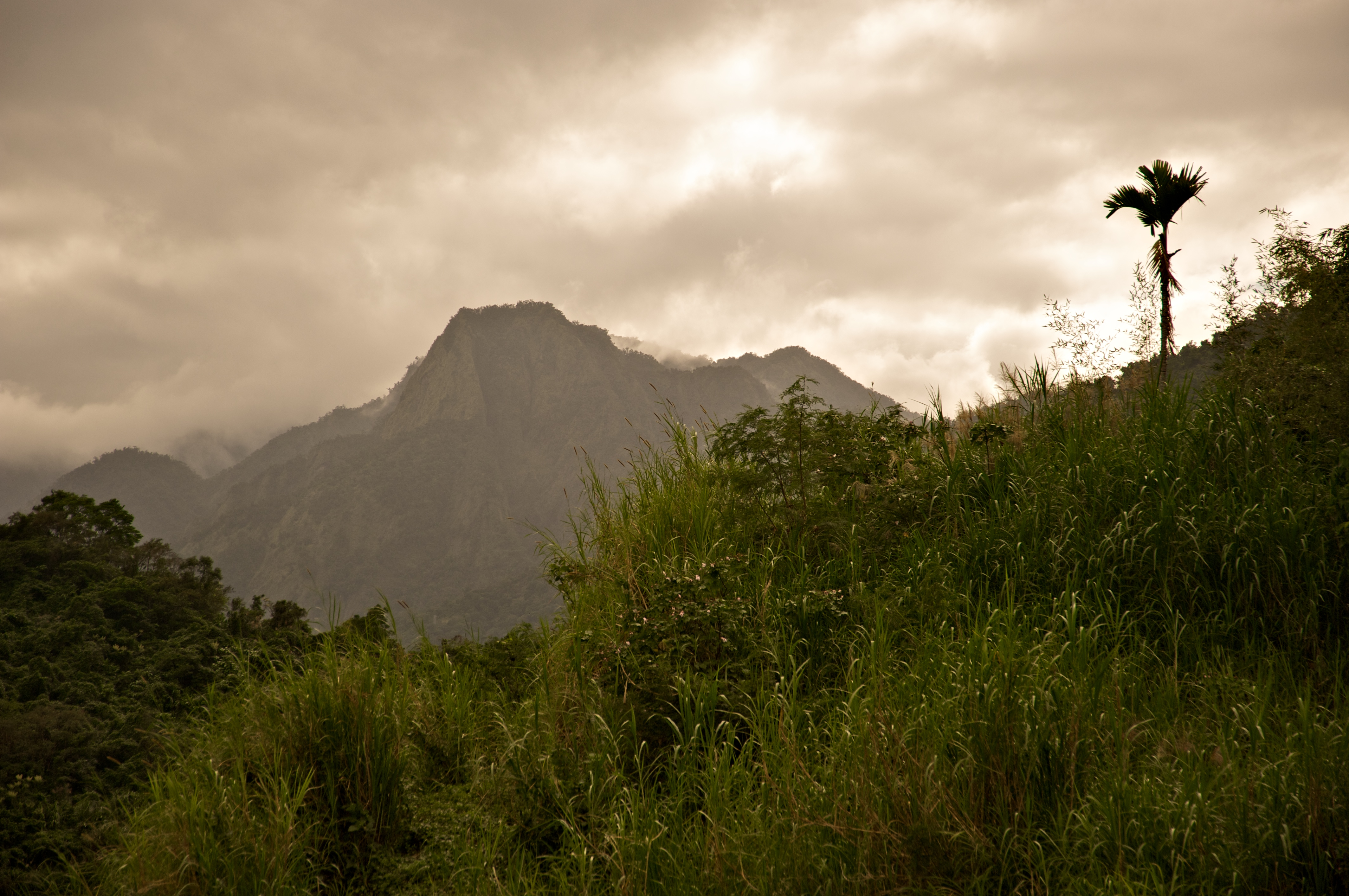